# Cecil (Géorgie)
Pour les articles homonymes, voir Cecil.
Cecil est une ville américaine située dans le comté de Cook, en Géorgie. Selon le recensement de 2020, sa population est de 284 habitants.